# Derby di Bruges
Con il termine derby di Bruges (fr. derby de Bruges, ned. Brugse stadsderby) ci si riferisce alla partita che oppone le squadre di calcio belghe di Club Bruges e Cercle Bruges, le due maggiori compagini calcistiche della città di Bruges.

## Storia
La prima partita tra le due squadre si giocò nella stagione agonistica 1899-1900, ma il primo risultato conosciuto è lo 0-0 della sfida disputata nel novembre 1900. La sfida di ritorno di quella stagione terminò con il punteggio di 2-2. Il Cercle vinse poi le successive cinque sfide tra le due squadre, mentre la prima vittoria del Club Brugge risale all'ottobre 1904 (5-0). Il Club Brugge vinse poi 13 delle successive 19 sfide giocate prima della prima guerra mondiale, perdendone solo due.
Il Cercle Brugge fu la squadra più vincente tra le due prima del secondo conflitto mondiale, essendosi aggiudicato tre campionati e una Coppa del Belgio prima degli anni '40, contro il solo campionato vinto dal Club Brugge nel periodo pre-bellico.
Dagli anni '70 il Club Brugge conobbe una rapida ascesa e divenne nel giro di qualche decennio una delle compagini più titolate del Belgio. La squadra aggiunse al proprio palmarès altri 12 titoli nazionali e 10 altre Coppe del Belgio, mentre nel secondo dopoguerra il Cercle ha vinto solo una Coppa del Belgio. La rivalità cittadina perse dunque parte della propria forza, in favore della sfida tra Club Brugge e Anderlecht.
Il Club Brugge è in netto vantaggio nel bilancio complessivo dei derby di Bruges, avendo spesso vinto in goleada, come avvenuto nel 1981 con il risultato di 8-1 e nel 1991 con il risultato di 10-0, il più ampio scarto nella storia della stracittadina.

## Bilancio complessivo
| Campionato            | Giocate | Cercle Brugge | Pareggi | Club Brugge | Gol del Cercle Brugge | Gol del Club Brugge |
| --------------------- | ------- | ------------- | ------- | ----------- | --------------------- | ------------------- |
| Prima divisione       | 143     | 28            | 31      | 84          | 156                   | 303                 |
| Seconda divisione     | 12      | 1             | 3       | 8           | 5                     | 26                  |
| Coppa del Belgio      | 8       | 2             | 0       | 6           | 8                     | 19                  |
| Supercoppa del Belgio | 1       | 0             | 0       | 1           | 2                     | 5                   |
| Totale                | 164     | 31            | 34      | 99          | 171                   | 353                 |

## Statistiche di squadra

### Strisce
- Maggior numero di partite vinte consecutivamente dal Club Brugge: 11, dal 7 settembre 1983 al 31 gennaio 1988.
- Maggior numero di partite vinte consecutivamente dal Cercle Brugge: 5, dal 24 novembre 1901 al 18 ottobre 1903.
- Maggior numero di partite vinte consecutivamente in casa dal Club Brugge: 8, dal 7 settembre 1983 al 27 gennaio 1991
- Maggior numero di partite vinte consecutivamente in casa dal Cercle Brugge: 3, dal 19 novembre 1922 al 25 gennaio 1925
- Maggior numero di partite vinte consecutivamente in trasferta dal Club Brugge: 7, dal 17 ottobre al 27 novembre 2005
- Maggior numero di partite vinte consecutivamente in trasferta dal Cercle Brugge: 4, dal 22 novembre 1925 al 22 dicembre 1930
- Maggior numero di partite senza sconfitte del Club Brugge: 17, dal 22 ottobre 1972 al 14 febbraio 1981. (incluse 15 vittorie)
- Maggior numero di partite senza sconfitte del Cercle Brugge: 8, dal 4 novembre 1900 al 24 gennaio 1904. (incluse 5 vittorie)
- Maggior numero di partite in casa senza sconfitte del Club Brugge: 16, dal 9 ottobre 1904 al 12 ottobre 1924. (incluse 11 vittorie)
- Maggior numero di partite in casa senza sconfitte del Cercle Brugge: 10, dalla stagione 1926-27 al 13 febbraio 1949. (incluse 3 vittorie)
- Maggior numero di partite in trasferta senza sconfitte del Club Brugge: 15, dal 22 ottobre 1972 al 31 gennaio 1988. (incluse 13 vittorie)
- Maggior numero di partite in trasferta senza sconfitte del Cercle Brugge: 5, dal 12 ottobre 1924 al 22 dicembre 1930. (incluse 4 vittorie)

### Risultati
- Vittoria più larga del Club Brugge: 10 - 0, 17 gennaio 1991
- Vittoria più larga del Cercle Brugge: 4 - 0, 9 gennaio 1910.
- Partita con più reti: 10 - 0, 17 gennaio 1991 e 5 - 5, 24 maggio 1992.
- Numero di stagioni in cui il Club Brugge ha vinto sia in casa che in trasferta: 27
- Numero di stagioni in cui il Cercle Brugge ha vinto sia in casa che in trasferta: 5
- Numero di partite senza gol subiti dal Club Brugge: 58
- Numero di partite senza gol subiti dal Cercle Brugge: 19

## Marcatori
|                      | Giocatore         | Squadra       | Campionato | Coppa del Belgio | Supercoppa del Belgio | Totale |
| -------------------- | ----------------- | ------------- | ---------- | ---------------- | --------------------- | ------ |
| Belgio (bandiera)    | Jan Ceulemans     | Club Brugge   | 12         |                  |                       | 12     |
| Belgio (bandiera)    | Marc Degryse      | Club Brugge   | 11         |                  |                       | 11     |
| Belgio (bandiera)    | Raoul Lambert     | Club Brugge   | 10         |                  |                       | 10     |
| Belgio (bandiera)    | René Vandereycken | Club Brugge   | 7          |                  |                       | 7      |
| Belgio (bandiera)    | Josip Weber       | Cercle Brugge | 7          |                  |                       | 7      |
| Belgio (bandiera)    | Willy Wellens     | Club Brugge   | 6          | 1                |                       | 7      |
| Belgio (bandiera)    | Lorenzo Staelens  | Club Brugge   | 6          |                  |                       | 6      |
| Danimarca (bandiera) | Jan Sørensen      | Club Brugge   | 5          | 1                |                       | 6      |
| Belgio (bandiera)    | Gert Verheyen     | Club Brugge   | 5          |                  | 1                     | 6      |
| Belgio (bandiera)    | Eric Buyse        | Cercle Brugge | 5          |                  |                       | 5      |
| Belgio (bandiera)    | Johny Thio        | Club Brugge   | 5          |                  |                       | 5      |
| Australia (bandiera) | Frank Farina      | Club Brugge   | 5          |                  |                       | 5      |
| Belgio (bandiera)    | Wesley Sonck      | Club Brugge   | 5          |                  |                       | 5      |